# Pueblo Nuevo de Colán
Pueblo Nuevo de Colán (también conocido como San Lucas) es una ciudad menor peruana, capital del distrito homónimo perteneciente a la provincia de Paita del departamento de Piura, en el norte del Perú. En el 2017 tenía una población de 11 540 habitantes según el INEI.